# Closed Attractions
Closed Attractions è il centesimo album in studio del chitarrista statunitense Buckethead, pubblicato il 13 agosto 2014 dalla Hatboxghost Music.
Si tratta del settantaduesimo disco appartenente alla serie "Buckethead Pikes".

## Tracce
Musiche di Buckethead.
1. Closed Attractions – 5:50
2. Mecha Slunk Roller Coaster – 8:04
3. Stump Cars – 3:57
4. Lantern Alley – 3:55
5. Antler Hill – 9:31

## Formazione
- Buckethead – chitarra, basso, programmazione